# Сюзанна Клаттен
Сюзанна (Зузанне) Ганна Урсула Клаттен (нім. Susanne Klatten; 28 квітня 1962 (62 роки); до шлюбу Квандт (нім. Susanne Hanna Ursula Quandt)) — німецька підприємиця. Спадкоємиця і співвласниця сімейного бізнесу, пов'язаного з BMW. За даними на жовтень 2019 року її статки сягнули $19,2 млрд, що робить Сюзанну Клаттен найбагатшою жінкою Німеччини і ставить на 46-е місце серед найбагатших людей у світі.

## Походження
Сюзанна Квандт народилася німецькому місті Бад Хомбург в 1962 році в родині Герберта та Йоганни Квандт. Вона належить до багатого роду німецьких промисловців і підприємців Квандтів (нім. Quandt). Її прадід Еміль Квандт володів текстильною фабрикою. Її дід Гюнтер Квандт в роки Першої світової війни постачав німецьку армію обмундируванням; 1933 року вступив в NSDAP. Кількість підприємств Гюнтера збільшилася. Він отримав значні оборонні замовлення. У період до початку і під час Другої світової війни заводи Квандтів постачали боєприпаси, стрілецьку зброю, артилерію, акумулятори та багато іншого. На деяких заводах використовували працю в'язнів концентраційних таборів. Був одружений другим шлюбом з Магдою Геббельс (тоді Фрідлендер). Від цього шлюбу народився син Гаральд Квандт. Він був рідним братом по батькові Герберту Квандту — батькові Сюзанни Клаттен.

## Освіта
Після здобуття ступеня в галузі бізнес-фінансування працювала в рекламному агентстві Young & Rubicam у Франкфурті з 1981 по 1983 роки. Після цієї роботи Сюзанна Квандт пройшла курс навчання з маркетингу та менеджменту в Університеті Букінгема та здобула ступінь магістра ділового адміністрування в бізнес-школі IMD в Лозанні, де спеціалізувалася на рекламі. Продовжила працювати в Лондоні в Дрезднер Банку, мюнхенському підрозділі консультантів з управління McKinsey & Company і банку Bankhaus Reuschel & Co. Практикувала роботу інкогніто під ім'ям Сюзанни Кант, для чіткішого і глибшого розуміння бізнес-процесів.

## Бізнес

### BMW
Після смерті батька Герберта Квандта, що вивів компанію BMW в лідери світового автопрому, Сюзанна Клаттен успадкувала частину акцій німецького виробника (частина відійшла братові Штефану Квандту). Клаттен отримала 12,5 % акцій BMW. Вона потрапила в наглядову раду BMW разом зі Штефаном у 1997 році.

### Altana AG
Також в активах батька були інші бізнеси. Сюзанна Клаттен отримала 50,1 % акцій компанії Altana AG працює в фармацевтичній і хімічній промисловості. Вона входить в наглядову раду Altana AG і допомогла перетворити її на корпорацію світового класу, яка в німецькому списку DAX потрапила в топ-30 провідних компаній. 2006 року Altana AG продала свої фармацевтичні активи компанії Nycomed за 4,5 мільярда євро, зосередившись на хімічному бізнесі. 4,5 мільярди євро пішли на дивіденди акціонерам. Altana AG зберегла свій лістинг на фондовій біржі, Клаттен залишилася її мажоритарною акціонеркою. 2009 року вона скупила майже всі акції Altana AG.

### Інші активи
Німецька хімічна компанія, що спеціалізується на переробці вуглеводнів (виробництво графіту), SGL Carbon оголосила 16 березня 2009 року, що Сюзанна Клаттен збільшила свою частку в SGL з 8 % до майже 25 % акцій.

## Критика
Документальний фільм Ганса Йоахіма Фрідріхса «Мовчання Квандтів» (англ. The Silence of the Quandts), відзначений нагородами, який випустила німецька компанія ARD в жовтні 2007 року, досліджував роль сімейного підприємства Квандтів в роки Другої світової війни. Нацистське минуле сім'ї не було добре відоме, але документальний фільм показав широкій аудиторії, що на промислових виробництвах Квандтів широко використовували рабську працю військовополонених та остарбайтерів. Через п'ять днів після показу чотири члени сім'ї, від імені всієї родини Квандт, оголосили про намір фінансувати дослідницький проєкт, в рамках якого історики повинні були докладно вивчити діяльність сім'ї під час правління Адольфа Гітлера. Незалежне дослідження на 1200 сторінок, складене боннським істориком Йоахімом Шолтисеком, яке було опубліковано в 2011 році, прийшло до висновку: «Квандти були нерозривно пов'язані із злочинами нацистів». Ніяких компенсацій, вибачень чи меморіалів на місцях виробництв Квандтів після розслідувань журналістів зроблено не було. BMW, згідно з розслідуванням, не був якось причетний до Квандтів.